# Cynthia Nixon
Cynthia Ellen Nixon (ur. 9 kwietnia 1966 w Nowym Jorku) – amerykańska aktorka, laureatka Nagrody Tony i Nagrody Emmy; zdobyła wielką popularność rolą Mirandy Hobbes w serialu Seks w wielkim mieście (1998–2004).

## Życiorys

### Wczesne życie i kariera
Cynthia Nixon jest aktorką pochodzącą z Nowego Jorku. Zaczęła grać w wieku dwunastu lat. Debiutowała w Little Darlings u boku Tatum O’Neal, Kirsty McNichol. Na Broadwayu zadebiutowała w 1980 roku w sztuce The Philadelphia Story jako Dinah Lord. Brała także udział w kilku projektach telewizyjnych, kinowych i teatralnych, np. My Body, My Child, Książę wielkiego miasta, I Am the Cheese i kilku off-broadwayowskich produkcjach.
Aktorka ukończyła Hunter College High School, a następnie historię teatru na Bernard College. W tym samym czasie zagrała w dwóch broadwayowskich hitach reżyserowanych przez Mike’a Nicholsa oraz w  The Real Thing Toma Stopparda. Wystąpiła także w The Manhattan Project. W The Murder of Mary Phagan zagrała u boku Jacka Lemmona i Kevina Spaceya
Podczas Nowojorskiego Festiwalu Szekspirowskiego wcieliła się w rolę Julii w produkcji Romeo i Julia, wystąpiła w nagrodzonej Nagrodą Pulitzera sztuce Wendy Wasserstein, pt. The Heidi Chronicles. Zagrała w nagrodzonej wieloma nagrodami sztuce Anioły w Ameryce. Za występ w Indiscretions dostała nominacje do nagrody Tony. Zagrała rolę Lali Levy w nagrodzonej nagrodą Tony sztuce The Last Night of Ballyhoo. Była jednym z członków założycieli grupy teatralnej The Drama Dept. W skład grupy wchodzili: Sarah Jessica Parker, Dylan Baker, John Cameron Mitchell oraz Billy Crudup. Stała się znacznie bardziej popularna po udziale w serialu komediowym stacji HBO – Seks w wielkim mieście. Wcieliła się w rolę prawniczki Mirandy Hobbes, twardo stąpającej po ziemi przyjaciółki głównej bohaterki. W 2002 i 2003 roku była za tę rolę nominowana do nagrody Emmy. Dostała ją w 2004 roku.
Dzięki ogromnej popularności w końcu zagrała główną rolę – w filmie Trzej mężczyźni i ona. Zaangażowała się w kino niezależne, wystąpiła w komedii Igby Goes Down. Gościła także w pojedynczych odcinkach seriali medycznych: NBC Ostrego dyżuru (2005) jako Ellie Shore i FOX Dr House (2005) jako Anica Javanovich. Następnie wcieliła się w postać Eleanor Roosevelt w Warm Springs (2005). Za swoje role otrzymała nominację do kolejnej nagrody Emmy (2005). W 2005 roku zagrała drugoplanową rolę w komedii Mały Manhattan. W 2006 roku za rolę w Rabbit Hole zdobyła nagrodę Tony Award.
W 2018 r. wystartowała w wyborach gubernatora stanu Nowy Jork.

## Życie prywatne
W latach 1988–2003 była w związku z profesorem angielskiego Dannym Mozesem. Ma z nim dwójkę dzieci – Samuela i Charlesa Ezekiela.
We wrześniu 2004 roku poinformowano, że prawie od roku pozostaje w związku z Christine Marinoni. W 2006 roku potwierdziła tę informację. W maju 2012 roku wzięła ślub z Christine Marinoni w urzędzie miasta Nowy Jork. W 2011 roku Marinoni urodziła syna - Maxa Ellingtona. Aktorka deklaruje się jako osoba biseksualna.
Zwalczyła raka piersi, ale przez to przez dwa lata nie mogła występować. Obecnie promuje działania przeciw rakowi piersi, pełniąc rolę ambasadora organizacji Susan G. Komen for the Cure.

## Filmografia
- Little Darlings (1980)
- Książę wielkiego miasta (1981)
- My Body, My Child (1982, miniserial)
- Amadeusz (1984)
- O.C. and Stiggs
- The Manhattan Project (1986)
- Tanner '88 (1988, serial tv)
- The Murder of Mary Phagan (1988) jako Doreen
- Let It Ride (1989) jako Evangaline
- Raport Pelikana (1993) jako Alice Stark
- Murder She Wrote, odc. Threshold of Fear (1993) jako Alice Morgan
- Rodzina Addamsów II (Addams Family Values, 1993) jako Heather
- Brzdąc w opałach (Baby’s Day Out, 1994) jako Gilbertine
- Pokój Marvina (Marvin's Room, 1996)
- Po tamtej stronie (1999) jako Trudy
- Papa’s Angels (2000) jako Sharon Jenkins
- Trzej mężczyźni i ona (Advice From a Caterpillar, 2001) jako Missy
- Igby Goes Down (2002) jako Mrs. Piggee
- Kiss Kiss, Dahlings/The Last Mile (2002)
- Seks w wielkim mieście (1998–2004) jako Miranda Hobbes
- Warm Springs (2005) jako Eleanor Roosevelt
- Dr House (2005) jako Anica Jovanovich
- Mały Manhattan (2005) jako Leslie
- Twój na zawsze (2006) jako Carol
- Law and Order: Special Victims Unit (2007, TV) jako Janis Donovan
- Seks w wielkim mieście (2008) jako Miranda Hobbes Brady
- Lymelife (2009) jako Melissa Bragg
- An Englishman in New York (2009) jako Penny Arcade
- Seks w wielkim mieście 2 (2010) jako Miranda Hobbes Brady
- Cicha namiętność (A Quiet Passion, 2016) jako Emily Dickinson[9]

## Nagrody
- Złota Malina
  - Najgorsza aktorka: 2010 Seks w wielkim mieście 2
  - Najgorsza ekranowa para: 2010 Seks w wielkim mieście 2
  - (cała obsada filmu)